# Kung Fu Panda: los secretos de los cinco furiosos
Kung Fu Panda: los secretos de los cinco furiosos es un cortometraje de animación creado por Dreamworks Animation como una secuela no oficial de su película Kung Fu Panda. Fue ganadora del premio Annie Award y vendida exclusivamente como DVD el 9 de noviembre de 2008.

## Sinopsis
Po es asignado por el Maestro Shifu para enseñar a un puñado de niños conejo el arte del Kung-Fu, lo cual será todo un reto para el Guerrero Dragón, pues todos sus discípulos son impacientes y sólo piensan en cómo pelear. Po trata de enseñarles que el Kung-Fu no es sólo golpes o lucha, sino el alcanzar la Excelencia Personal. Para poder ilustrar esto, cuenta a los niños historias sobre el pasado de sus compañeros de armas.
Mantis
Ya de joven, Mantis era el más orgulloso guerrero del valle, pero tenía un problema y es que era demasiado impaciente. Para él, el mundo siempre iba muy despacio y para el mundo él muy deprisa. Cuando le encomiendan la misión de recuperar unas provisiones de lana robadas por unos cocodrilos bandidos, Mantis va a la pelea sin llegar a oír que sus enemigos son expertos en tender trampas. Cuando es apresado en una jaula y es incapaz de salir, Mantis entendió que lo que necesitaba para escapar era ser paciente.
Víbora
El Maestro Víbora era conocido en el Valle por su increíble técnica del Colmillo Venenoso, así que cuando su hija nació esperaba poder transmitirle el secreto de su legendaria técnica, pero cual fue su inmensa sorpresa y desconsuelo cuando descubrió que su hija no tenía colmillos y, por tanto, tampoco veneno. La pequeña Víbora creció tímida e insegura hasta que un día, durante un festival, el Valle fue atacado por un bandido que derrotó con su coraza a prueba de veneno al Maestro y la pequeña Víbora fue a enfrentarse a él con su cinta, llegando a derrotarlo con un baile engañoso y diciendo que no necesitaba morder para pelear. Esa noche, Víbora encontró el valor para superar sus miedos.
Grulla
El joven Grulla era el conserje de la aclamada escuela de artes marciales Li Dai, a la cual quería pertenecer pero no tenía la suficiente autoestima para hacerlo. Un día, tras una charla con la mejor alumna de la escuela, Meiling, Grulla se animó a presentarse, pero fue rápidamente excluido por el maestro al verle demasiado debilucho. Fue entonces cuando Grulla se metió en el campo lleno de trampas de la prueba de iniciación por accidente y empezó a superarlas para poder salir, consiguiendo así la suficiente confianza para ser un maestro de kung-fu.
Tigresa
Criada en el orfanato de Bao Gu y considerada un monstruo por la regente y los demás niños, Tigresa creció apartada y ajena al cariño de los demás. Siendo inconsciente de su gran fuerza a su corta edad, Tigresa es visitada por primera vez por el Maestro Shifu luego de que a él se le repusieran las piernas. Al llegar con Tigresa demostrándole que no le tiene miedo, se propuso a entrenarla con disciplina para enseñarle a controlar su fuerza mediante un juego de fichas similares al dominó. Con los meses, Tigresa lo consiguió, pero aún era despreciada por los adultos, que no confiaban en ella. Al final, Shifu la adopta.
Mono
Conocido por ser un bromista travieso e incompasivo que no sabía controlar sus bromas y llegaba a hacer daño a la gente, el joven Mono fue odiado por los aldeanos y querían que se fuera, pero Mono humillaba a todo aquel que le retaba quitándole los pantalones hasta que un día apareció el Maestro Oogway para desafiarle y lo derrota con una enorme facilidad. Viendo en Mono un gran dolor al haber sido humillado en público cuando sólo era un niño, Oogway le propone que se quede para ayudar a los aldeanos, devolviéndole la compasión que una vez perdió.
Conclusión
Al final, Shifu vuelve a ver a Po y se sorprende de que subestimó los talentos de Po una vez más, teniendo en cuenta la cantidad que habían aprendido los estudiantes del panda. Pero cuando los conejos preguntan a Po cómo fue su primer día en el Kung Fu, todos los vergonzosos y dolorosos recuerdos de la película anterior le vienen a la cabeza, pero él miente diciendo: "Fue bárbaro".